# Le Démon de l'Arizona
Pour plus de détails, voir Fiche technique et Distribution.
Le Démon de l'Arizona (Arizona Bound) est un film américain réalisé par John Waters, sorti en 1927.

## Synopsis
Dans la petite ville minière de Mesquite, Dave Saulter est un bon à rien qui n'a d'intérêt que pour Flash, son cheval blanc, et Ann Winslow, qui n'aime pas trop son côté irresponsable. Dave s'arrange pour être le conducteur du chargement d'or, mais le convoi est attaqué par Texas Jack et sa bande. Retrouvé inconscient, il est suspecté du vol, mais il arrivera à se disculper.

## Fiche technique
- Titre original : Arizona Bound
- Titre français : Le Démon de l'Arizona
- Réalisation : John Waters
- Scénario : John Stone (en), Paul Gangelin
- Intertitres : Alfred Hustwick
- Photographie : Charles Edgar Schoenbaum
- Production : E. Lloyd Sheldon (en)
- Société de production : Famous Players-Lasky Corporation
- Société de distribution : Paramount Pictures
- Pays d'origine :  États-Unis
- Langue originale : anglais
- Format : noir et blanc — 35 mm — 1,37:1 — Film muet
- Genre : Western
- Durée : 53 minutes
- Dates de sortie :  États-Unis : 9 avril 1927

## Distribution
- Gary Cooper : Dave Saulter
- Betty Jewel : Ann Winslow
- El Brendel : "Oley Smoke" Oleson
- Jack Dougherty : Buck Hanna
- Christian J. Frank (en) : Texas Jack
- Charles Crockett : John Winslow
- Joe Butterworth : Tommy Winslow
- Guy Oliver : le shérif

## Autour du film
- C'est la première fois que Gary Cooper a le premier rôle.